# Staw Szyja
Staw Szyja lub Stawy Szyja – dwa stawy w Warszawie, w dzielnicy Ursynów.

## Położenie i charakterystyka
Stawy leżą po lewej stronie Wisły, w stołecznej dzielnicy Ursynów, na obszarze MSI Jeziorki Północne, niedaleko ulicy Hołubcowej, w pobliżu węzła drogowego Warszawa Lotnisko (Warszawa-Południe – według państwowego rejestru nazw geograficznych) łączącego drogi ekspresowe S2 i S79. W sąsiedztwie znajdują się także tory kolejowe linii nr 8 i nr 937. Pochodzenie akwenów jest sztuczne. Powstały w wyniku zalania wodą dawnego wyrobiska kruszywa naturalnego.
Zgodnie z ustaleniami w ramach „Programu Ochrony Środowiska dla m. st. Warszawy na lata 2009–2012 z uwzględnieniem perspektywy do 2016 r.” stawy położone są na wysoczyźnie, a ich powierzchnia wynosi 0,0509 ha i 0,0275 ha (łącznie 0,0784 ha). Według numerycznego modelu terenu udostępnionego przez Geoportal lustra wód znajdują się na wysokości 106,0 m n.p.m. (większy ze stawów) i 105,8 m n.p.m. (mniejszy). Większy zbiornik wodny znajduje się bardziej na zachód.
Według „Opracowania ekofizjograficznego do studium uwarunkowań i kierunków zagospodarowania przestrzennego m. st. Warszawy” z 2006 roku stawy zanikają. Na planie Warszawy z 1970 roku staw nie był jeszcze podzielony na dwie części i zajmował większy obszar, a po przeciwnej stronie nasypu kolejowego znajdowały się trzy kolejne zbiorniki wodne.
Teren stawu objęty jest miejscowym planem zagospodarowania przestrzennego Zachodniego Pasma Pyrskiego w rejonie ulicy Krasnowolskiej przyjętego uchwałą nr XC/2663/2010 Rady miasta stołecznego Warszawy z dnia 23 września 2010 roku. Zgodnie z jego zapisami ustala się ochronę stawu wraz z zasilającymi go rowami, zakaz budowy dróg i zabudowy kubaturowej, a także obowiązek adaptacji istniejącej roślinności oraz kształtowanie terenów zielonych w formie parków krajobrazowych.